# Конец времени
«Конец времени» (англ. The End of Time) — двухсерийная история британского научно-фантастического телесериала «Доктор Кто», являющаяся рождественским и новогодним спецвыпусками. Первый эпизод впервые показан 25 декабря 2009 года, второй — 1 января 2010 года.
История посвящена Мастеру, воскрешённому после финальных событий третьего сезона (2007), а также Повелителям Времени, внезапно появляющимся в конце первой части. Спутником Доктора является Уилфред Мотт — дед Донны Ноубл.
«Конец Времени» — последняя телевизионная история, в которой Дэвид Теннант выступает в главной роли Десятого Доктора, и в ней впервые появляется Мэтт Смит в роли Одиннадцатого Доктора. Кроме того, это последний эпизод для Расселла Ти Дейвиса и Джули Гарднер в качестве исполнительных продюсеров сериала.

## Сюжет

### Часть первая
Доктор прилетает на планету Уд-сфера, где узнаёт о том, что всем существам во Вселенной снится один и тот же человек — Мастер. Показав Доктору этот сон, уды дают ему предсказание о чьём-то возвращении и о конце времени как таковом. В панике Доктор берёт курс на 24 декабря 2009 года к Люси Саксон, жене Мастера, но прибывает слишком поздно. Люси жертвует собой, чтобы помешать воскрешению своего мужа.
Вновь сумев выжить, Мастер начинает скрываться от Доктора. Его тело пронизывает энергия, из-за которой у него появляются новые способности, но она медленно убивает его. Встретив Доктора ночью на свалке, Мастер убеждается в том, что он не сумасшедший и что его барабаны, бывшие с ним всю жизнь, существуют на самом деле. На свалке появляется отряд военных, которые ловят Мастера и привозят его в дом миллионера Джошуа Нейсмита. Он заставляет Мастера починить Врата Бессмертия, которые сделают его дочь, Абигейл, бессмертной. Но Мастеру удаётся перехитрить его и спрятать во вратах коды, полностью меняющие структуру врат. Прибежавшие Доктор и Уилфред не успевают остановить Мастера, и тот запускает врата, которые превращают всех людей на Земле в него. Они не подействовали лишь на двоих, кроме Доктора: на Уилфреда, который смог спрятаться в кабине, защищённой от действия врат, и на Донну, являющуюся наполовину человеком, наполовину Повелителем Времени.

### Часть вторая
Эпизод начинается с флешбэка во Временной войне. Повелителям Времени предсказывают, что их раса погибнет в сегодняшний день и выживут лишь двое — Доктор и Мастер. Рассилон, президент Повелителей Времени, решает установить физический и временной контакт вместе с ними, чтобы вывести расу из Временной войны. Для этого он отправляет ритм четырёх ударов в Неукротимый вихрь в тот день, когда Мастер поступил в академию, а также Белоконечную звезду в канун Рождества 2009.
В это время Мастер обрёл полный контроль над всей Землей и готовится превратить её в военный корабль для захвата Вселенной. Доктор пытается уговорить его отказаться от этой идеи, но Мастер решает отследить источник своего барабанного боя с помощью шести миллиардов своих копий. Солдатом, наставившим по приказу Мастера оружие на Уилфреда, оказывается Розитер, инопланетянин расы винвочи. Вместе со своей подругой, мисс Адамс, он переместился с Доктором и Уилфредом на свой космический корабль.
На корабле Доктор отключил все системы питания, чтобы их не могли отследить с Земли. Вместе с Уилфредом они обсуждают, как спасти Землю, и Доктор признаётся, что не сможет убить Мастера ни при каких обстоятельствах. После этого с ним связывается Мастер, сообщающий о том, что на Землю упала «Белоконечная звезда», которую можно найти только на одной-единственной планете — на Галлифрее. Доктор с ужасом понимает, что Мастер попытается вернуть Повелителей Времени, поэтому вновь включает корабль и возвращается на Землю, но слишком поздно.
Мастеру с помощью бриллианта удаётся сломать Временной Замок, тем самым вытащив Повелителей Времени, Галлифрей и все ужасы войны Времени. Рассилон собирается разорвать Воронку Времени, освободить всех Повелителей Времени от физических тел и временных ограничений, уничтожив всё мироздание. Доктор должен остановить процесс с помощью пистолета Уилфреда. Убив Рассилона или Мастера, он вновь сможет запереть войну Времени. После долгих размышлений Доктор выстреливает в устройство с бриллиантом, которое также являлось нитью, удерживающей Повелителей Времени на Земле. Рассилон решает убить Доктора за содеянное, но Мастер, жертвуя собой, спасает его и убивает Рассилона, мстя за свою жизнь с барабанным боем.
Доктор остаётся жив, но тут же слышит, как кто-то стучит четыре раза — звук, предвещающий его смерть. Этим человеком оказывается Уилфред, запертый в радиационной камере. Так как Мастер оставил включённым ядерный реактор, излишки радиации попадают в это помещение, а выбраться из него можно, только если во второй камере запрётся другой человек. Доктор не хочет умирать, но он решает, что и так жил слишком долго, поэтому освобождает Уилфреда.
Пока не началась регенерация, он решает навестить всех своих спутников, с которыми путешествовал: Марту с Микки, Донну, Джека с Алонзо, Люка и Сару Джейн Смитов, а также навещает Розу до их первой встречи.

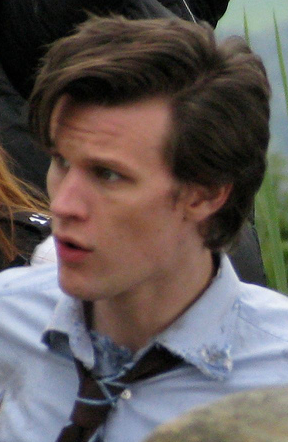
Одиннадцатый Доктор

В конце эпизода Доктор заходит в ТАРДИС и вместе с последними словами «Я не хочу уходить» регенерирует в Одиннадцатого Доктора.
Во время регенерации Доктор частично разрушает ТАРДИС.

### Дополнительная информация
- В начале первой части Доктор говорит, что совершил ошибку — женился на королеве Елизавете, а конце серии «Код Шекспира» Елизавета I называет Доктора страшным врагом. Доктор не понимает почему и думает, что найдёт объяснение в будущем[3][4][5].
- Когда во время встречи с винвоччи Доктор упоминает кого-то похожего на них, но красного и маленького, он имеет в виду Баннакаффалатту, которого он встретил в серии «Путешествие проклятых» (англ. Voyage of the Damned).
- Вопрос о личности женщины, приходившей к Уилфреду и стоявшей в конце серии в знак позора, как плачущий ангел из серии «Не моргай», создатели сериала предпочли оставить открытым, однако подразумевалось, что это мать Доктора[6].
- Доктор приходит на презентацию книги «Дневник невероятных вещей Верити Ньюман». Верити — правнучка Джоан Редферн — женщины, в которую влюбился Джон Смит (Доктор, превращённый в человека) в эпизодах «Человеческая природа» и «Семья крови». Как и её саму, так и её правнучку сыграла одна и та же актриса — Джессика Хайнс.
- Английское название созданной Мастером расы — «The Master race» — представляет собой игру слов; оно означает как «раса Мастера», так и «раса господ».
- Изначально у серии «Конец времени: Часть Первая» было название «Последние дни планеты Земля» (англ. «The Final Days of Planet Earth»), но было решено, что обе части должны иметь одно название[7]. Впервые после возобновления сериала две его серии, связанные сюжетом, получили одно название.
- Написав последнюю сцену с Десятым Доктором, Расселл отправил сценарий Стивену Моффату, чтобы тот сам написал первую сцену для Одиннадцатого Доктора.
- Восклицание «Джеронимо!» обычно используется парашютистами или при прыжках с высоты. Возникло в США в 1940 году[8].
- На чемоданчике, в котором Уилфред хранил пистолет, флаг Бельгии.

## Показ и критика

### Первая часть
Первый показ первой части серии занял третье место в рейтинге и привлёк к себе примерно 10 миллионов зрителей, что составило 42,2 % от всей аудитории телевидения на тот момент. Эпизоду был поставлен отличный индекс популярности — 87. Пока что лучший результат у «Гладиатора», получившего 89 баллов с меньшей аудиторией.
В итоге первую часть посмотрели 11,57 миллионов человек. Это самый высокий рейтинг для «Доктора Кто» после возобновления сериала — предыдущий рекорд серии «Следующий Доктор» был побит на 1,4 миллиона. Если прибавить одновременный показ по HD, то эпизод займёт первое место с 12,04 миллионами зрителей.

### Вторая часть
Согласно ночному рейтингу, вторую часть эпизода посмотрели 10,4 миллионов человек (и ещё 389 тысяч смотрели по HD), что составило 35,5 % от всех смотрящих телевизор в тот момент.
Официальные рейтинги поместили часть на второе место (11,79 миллионов зрителей). Если прибавить HD-канал (480 тысяч человек), то эпизод займёт верхнюю строчку. Это делает показ «Конца времени» всего лишь третьим случаем за всю обширную историю сериала, когда эпизод добивается столь высокого признания.
В своём обзоре второй части Эндрю Петти в The Daily Telegraph поставил эпизоду «четвёрку» из пяти. Он назвал его «хорошим временем семейного развлечения». Он выразил неудовлетворённость сюжетом, посчитал его чрезмерно усложнённым. Однако Петти признал, что эпизод передавал чувство конца света и было трудно не переживать события. Он похвалил Теннанта за последнюю работу в «Докторе», но отметил беспомощность героя в эпизоде. Закончил свой обзор Петти на оптимистической ноте: молодость и малая известность Мэтта Смита открывают хорошие перспективы для нового Доктора.

### Показ в других странах
Эпизоды были показаны в США 26 декабря 2009 года и 2 января 2010 года на канале «BBC Америка». Благодаря показу второй части, канал получил самый высокий рейтинг прайм-тайма. Также два эпизода лучше всего скачивались с iTunes Store.
Обе части были показаны в Канаде на телеканале Space 2 января 2010 года.

### Выпуск на DVD
Конец времени вышел на DVD в Великобритании 11 января 2010 вместе с Водами Марса. В этот же день на DVD и Blu-ray вышел сборник Doctor Who — The Complete Specials. В его состав входят «Следующий Доктор», «Планета мёртвых», «Воды Марса» и «Конец времени».
В Северной Америке Конец времени был выпущен на DVD и Blu-ray как отдельно, так и в составе с другими специальными выпусками 2009 года 2 февраля 2010.